# 1st Street (Metro de Los Ángeles)
1st Street es una estación en la línea A del Metro de Los Ángeles y es administrada por la Autoridad de Transporte Metropolitano del Condado de Los Ángeles. Se encuentra localizada en Long Beach (California), entre Long Beach Boulevard y 1st Street. Esta estación se encuentra en un bucle y solamente tiene servicio en dirección sur.

## Conexiones de autobuses
- Metro Local: 60 (madrugada solamente), 232
- Metro Express: 577X